# Тіктаалік

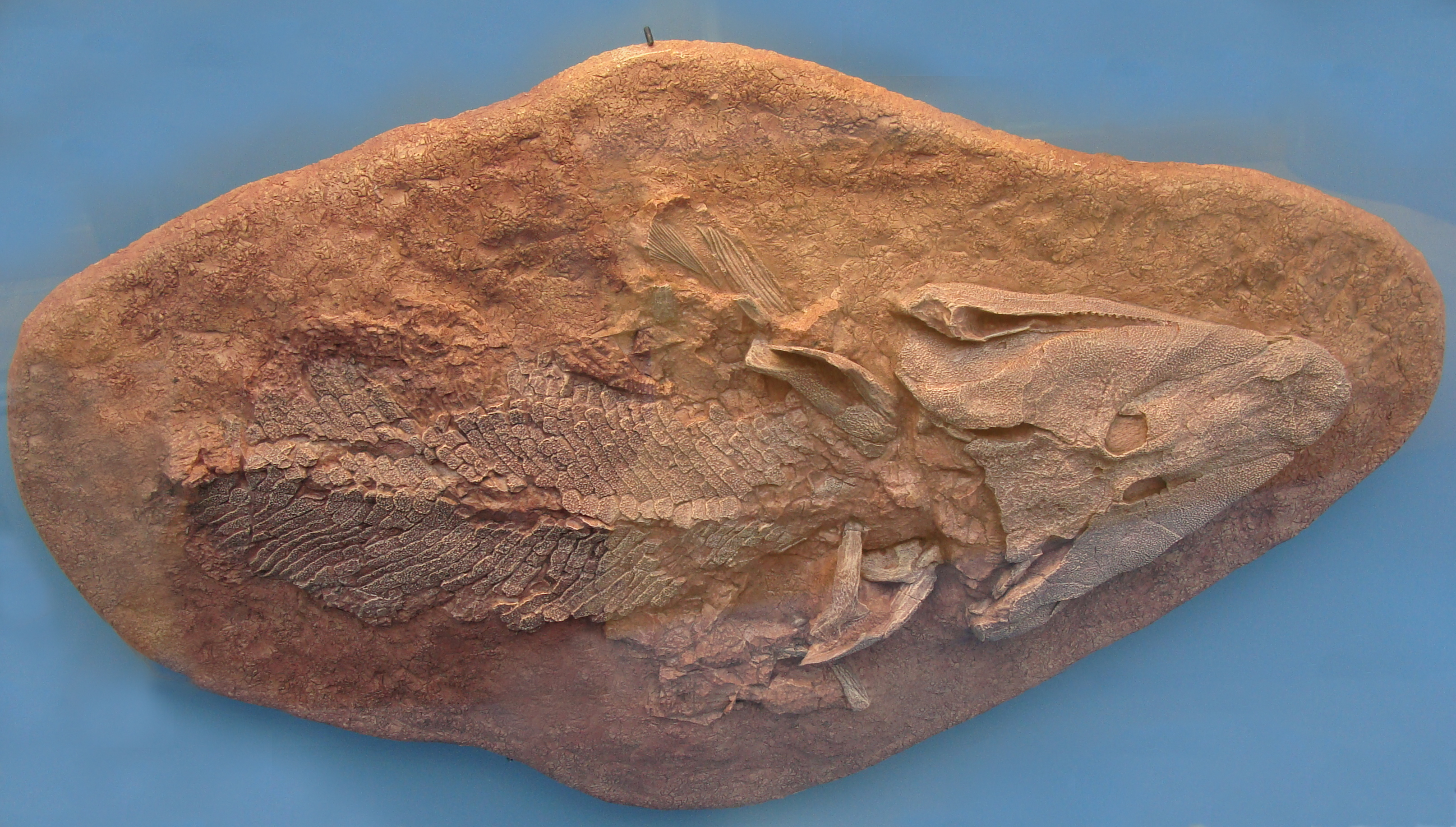
Відбиток голотипа, що зберігається в бельгійському Музеї природної історії

Тіктаалік (Tiktaalik) — рід викопних лопатеперих риб з пізнього девону, що мали багато спільних рис з чотириногими. Назва перекладається як «велика прісноводна риба, що живе на мілководді» з мови інуктитут, котрою спілкуються ескімоси, що населяють арктичну Канаду. Викопні рештки були виявлені в 2004 році у відкладеннях пізнього девону (близько 375 млн років тому) на острові Елсмір (терр. Нунавут, північ Канади) палеонтологами Едвардом Дешлером, Нілом Шубіним і Фарішем Дженкінсом.
Тіктаалік є перехідною формою між рибами і наземними хребетними. У його будові поєднуються риси тих й інших.

## Ознаки, властиві рибам
- Зябра
- Луска

## Ознаки з проміжним станом
- Будова кісток і суглобів кінцівок, в тому числі функціональний кистьовий суглоб, властивий чотириногим, при наявності плавців.
- Будова вуха.

## Ознаки, традиційно приписувані чотириногим
- Ребра, за будовою схожі з ребрами чотириногих.
- Рухомий шийний відділ.
- Легені.

## Фотографії скам'янілостей

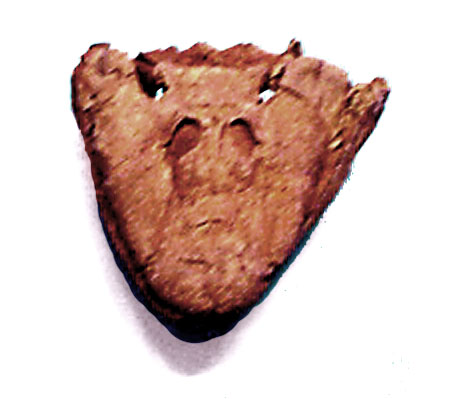
Череп, спереду.
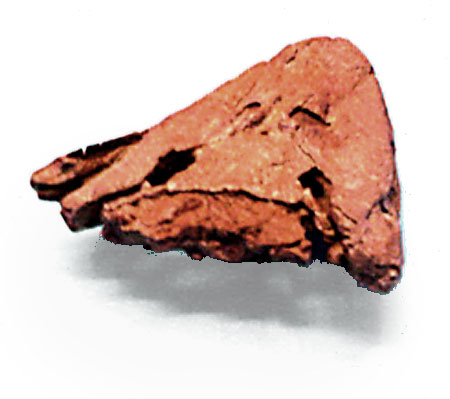
Череп, ззаду.
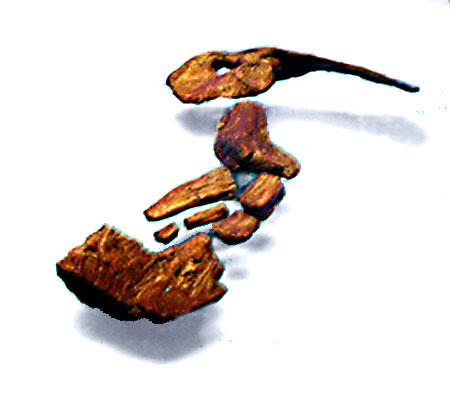
Кінцівка, від плавця до плеча.
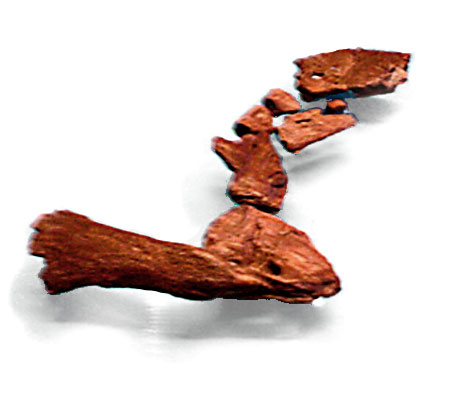
Кінцівка, від плеча до плавця.

## Ресурси Інтернета
- Е. Наймарк. «Как рыбы научились ходить». [Архівовано 30 березня 2012 у Wayback Machine.]
- Оганесян, Т. Тиктаалик, бегущий по мелководью [Архівовано 29 квітня 2014 у Wayback Machine.] // Эксперт. — 10 апреля 2006. — № 14.
- Уверенным шагом на сушу [Архівовано 25 жовтня 2012 у Wayback Machine.] // scientific.ru
- Первые позвоночные начали осваивать сушу раньше, чем предполагалось [Архівовано 17 липня 2012 у Wayback Machine.] // elementy.ru 1.07.08